# شركة شمال بورنيو المرخصة

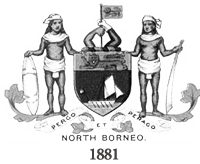
شعار شركة شمال بورنيو المرخصة.

شركة شمال بورنيو المرخصة أو شركة نورث بورنيو تشارترد (إن بي سي سي)، المعروفة أيضًا بشركة شمال بورنيو البريطانية (بي إن بي سي)، كانت شركة مرخصة بريطانية تأسست في الأول من نوفمبر عام 1881 لإدارة موارد شمال بورنيو (مدينة صباح في ماليزيا حاليًا) واستغلالها. أصبحت المدينة محمية للإمبراطورية البريطانية في عام 1888، لكن الشركة ظلّت مرتبطة بالمنطقة حتى عام 1946، حين أصبحت الإدارة بالكامل على يد حكومة مستعمرة التاج.
أدارت الشركة أيضًا جزيرة لابوان مؤقتًا في عام 1890 قبل أن تصبح جزءًا من مستوطنات المضيق. كان شعار الشركة بيرغو إت بيراغو، ويعني باللغة اللاتينية «أُثابر وأُنجز». كان ألفريد دينت مؤسسها ورئيسها الأول.

## التاريخ

### التأسيس
تأسست الشركة على غرار تأسيس شركة الهند الشرقية البريطانية. التقى رجل الأعمال والدبلوماسي الألماني بارون فون أوفربيك ورئيسَا شركة تجارية بريطانية في شنغهاي ولندن، هما ألفريد دينت وإدوارد دينت، مع الحكام الثالاسوقراطيين في منطقة بورنيو الشمالية للحصول على تنازل لمصالحهم الاستعمارية. رافق هذه المفاوضات حاكم جزيرة لابوان، وهي جزيرة استعمارية بريطانية تقع في الجانب المقابل لبروناي. في 29 ديسمبر عام 1877، قابلوا عبد المؤمن، وهو سلطان بروناي. وافق السلطان على تقديم التنازل مقابل 15,000 دولار إسباني. مع ذلك، تبين أن سلطان بروناي كان قد قدّم تنازلًا عن بعض الأراضي لسلطان سولو بالفعل، لذلك كان هناك حاجة إلى المزيد من المفاوضات. بمساعدة وليام كلارك كاوي، المغامر الإسكتلندي وصديق السلطان جمال العزام من سولو، وقّع السلطان معاهدة التنازل في 22 يناير عام 1878 وحصل على 5,000 دولار إسباني.
بعد التنازلات الناجحة، أصبح أوفربيك والأخوين دينت الحكام في منطقة شمالي بورنيو. انسحب أوفربيك في عام 1879 بعد فشله في جذب اهتمام بلاده، تاركًا ألفريد دينت لإدارة المنطقة. خطط دينت بعدها لتسجيل شركة لتمثيل البريطانيين، ولأن احتمال تأجيلها لا يبدو بعيدًا إلى حد كبير، قرر تأسيس شركة مؤقتة أولًا. في عام 1881، تأسست شركة شمال بورنيو البريطانية المؤقتة المحدودة برأس مال مسجل قدره 300,000 جنيه إسترليني. كان المديرون هم دينت نفسه مع كل من رذرفورد ألكوك، وريتشارد بيدولف مارتن، والأدميرال ريتشارد ماين، ووليام هنري ريد. وُقّع عقد استئجار الشركة برأسمال قدره مليونا باوند في الأول من نوفمبر عام 1881.
حُلّٓت الشركة المؤقتة في نهاية الأمر، وتأسست في العام التالي شركة مرخصة مع مستوطنة أولى في جزيرة غايا. مع ذلك، أُحرقت المستوطنة خلال غارة شنّها زعيم محلي يُدعى مات صالح ولم يُعد تأسيسها قط. نظرًا إلى هذه المقاومة، أصبح إرساء القانون والنظام بالإضافة إلى تجنيد رجال شرطة السيخ من شمال الهند إحدى أولويات الشركة السابقة، إلى جانب توسيع التجارة، وإقامة حكومة ومحاكم ونظام جزائي، وبناء خط سكة حديد من جيسلتون إلى تينوم، وتشجيع حصاد المحاصيل المحلية ومقايضتها تجاريًا، بالإضافة إنشاء المزارع. واجهت الشركة أيضًا بعض المقاومة لتحديثاتها الاقتصادية وسياساتها الضريبية.

### الانحلال
لم تتعرض أي دولة أخرى في الكومنولث البريطاني للدمار كما تعرضت منطقة شمال بورنيو إبان الحرب العالمية الثانية. في نهاية الحرب، كان من المتوقع بالفعل أن الشركة لن تكون قادرة على تمويل إعمار الدمار الذي أصاب الأرض والبنى التحتية. ولهذا، تنازلت الشركة عن استخدام ميثاقها وأعطت شركة شمال بورنيو البريطانية إلى المكتب الاستعماري البريطاني. حُلّت الشركة رسميًا بتوقيع اتفاقية في 26 يونيو عام 1946. منذ 15 يوليو عام 1946 وحتى تشكيل ماليزيا في 16 سبتمبر عام 1963، كانت منطقة شمال بورنيو مستعمرة يحكمها التاج. تضمنت الاتفاقية المبرمة مع الحكومة البريطانية تسويةً نقدية فورية بقيمة 860,000 جنيه إسترليني سمحت للشركة بتسوية المتطلبات المالية المعلقة. قدمت الحكومة عرضًا لسداد جميع المتطلبات الأخرى وذلك بدفع 2.2 مليون جنيه إسترليني، وقد رفضته الشركة بالفعل. عيّنت الحكومة البريطانية اللورد أوثوات محكمًا مستقلًا للتفاوض على المزيد من التعويضات المالية. في شهر مارس من عام 1949، أعلن أوثوات نتائج تحقيقاته: يجب منح مبلغ 1,400,000 جنيه إسترليني للشركة كتعويض؛ لن تُضمَّن أي متطلبات تتعلق بأضرار الحرب. أثارت الأنباء خيبة أمل مريرة بين المساهمين. انخفضت قيمة حصة الشركة بين ليلة وضحاها من 17 شلن إلى 9 شلنات و6 بنسات.

## الإدارة
مع تأسيس الشركة، جرى الحفاظ على التقسيمات الإدارية في شمال بورنيو المقدمة من أوفربيك من خلال إنشاء مقر الساحل الغربي ومقر الساحل الشرقي. كان مقر المقيمَين في سانداكان، حيث كان مقر الحاكم كذلك. قُسّم كل مقر بدوره إلى العديد من المقاطعات التي يديرها ضابط المقاطعة.
مع مرور الوقت، ارتفع عدد مقرات الإقامة إلى خمسة: مقر تاواو (المعروف أيضًا باسم مقر الساحل الشرقي)، ومقر ساندكان، ومقر الساحل الغربي، ومقر كودات، والمقر الداخلي. سُميت المقاطعات في البداية على اسم أعضاء مجلس الإدارة: ألكوك، وكونيف، وديهورست، وكيبل، ودينت، ومارتن، وإلفينستون، ومايبورغ، وماين. سكن كبار المقيمين في سانداكان والساحل الغربي، في حين سكن المقيمون الثلاثة الآخرون من الدرجة الثانية في المقر الداخلي، ومقر الساحل الشرقي، ومقر كودات. كان مقيمو سانداكان والساحل الغربي أعضاء في المجلس التشريعي للشركة.
اعتُبر انتخاب كاوي لعضوية مجلس الإدارة في عام 1894 بدايةً لتغيير كبير في أسلوب الإدارة: قبل ذلك، كانت منطقة شمال بورنيو تحكمها الشركة، وكان المحافظون يتمتعون بالسلطة الكاملة والمسؤولية الكاملة. لكن منذ تولي كاوي زمام الأمور، كان يسحب الخيوط من لندن. بدلًا من تطوير منطقة شمال بورنيو، كان الهدف هو رضا المساهمين في المقدمة. استقال ألفريد دينت، الذي عارض بشدة أفكار كاوي المُكلفة والمضيعة للأموال، وانسحب من الشركة في نهاية الأمر.
في عهد نيل مالكولم، أُصدرت أوامر للإدارة لتمارس الإشراف الصارم على النفقات. قلص عدد من المحافظين عدد مسؤولي المقاطعة من خلال إلغاء الوظائف الموجودة في راناو، وبنسيانغان، وتينوم، وسيبيتانغ، وبينامبانغ، وتواران، ولانغكون، ولاماغ، وبيلوران، وسيمبورنا. أكمل دوغلاس جيمس جاردين، الذي أصبح الحاكم في عام 1934، العملية من خلال دمج مقر تاواو بمقر سانداكان من ناحية، ودمج المقر الداخلي بمقر الساحل الغربي من ناحية أخرى. وأزال أيضًا ضابطَ المقاطعة في بابار.
كانت إدارة البلدية يحكمها مرسوم القرية لعام 1891. غيّر هذا المرسوم بشكل أساسي وضع الزعماء، زعماء القبائل الأصليين التقليديين. بعد تنفيذه، لم توافق الشركة سوى على أولئك الرؤساء الذين عينتهم قادةً للمجتمع. جُمّد نشاط الزعماء الآخرين، الذين لعبوا دورًا مهمًا لأجيال، أو وُصموا بأنهم مجرمون أو مثيرون للشغب. ساهم عدم احترام هؤلاء الزعماء التقليديين في روح المقاومة المحلية بقيادة المجموعة القبلية مثل مات صالح وأونتوروس أنتانوم.

### المهام
تتحمل الشركة مسؤوليتين:
- التنمية الاقتصادية من خلال استغلال الموارد الطبيعية في المنطقة. أُذن للشركة باستخدام المنطقة المخصصة للزراعة، وتسويتها، وتشجيع الهجرة، والتعدين، وقطع الأخشاب. حدّد أُوين روتر هدف «إنتاج الأرباح»، وهو أحد موظفي الشركة ولاحقًا مالك المزارع في شمال بورنيو.
- نظرًا إلى تجربة تراجع شركة الهند الشرقية البريطانية، أُقرر قانون لحماية حقوق المقيمين. كانت الشركة مسؤولة قانونيًا عن حماية عادات مقيميها وحقوقهم، ولكن في الواقع كان عليها أن تدفع أرباح الأسهم، والتي غالبًا ما حدت من تلك الحقوق.

كرّس وليام هود تريشر، الحاكم الأول لشمال بورنيو، نفسه بشكل خاص للقضاء على العبودية. ومع ذلك، فإن قوانين الأراضي التي أصدرها لا تحترم بأي شكل من الأشكال حقوق الأرض التقليدية للسكان. أصدر الحاكم الثاني تشارلز فاندلور كرايج في عام 1888 العديد من التصريحات التي أمّنت إلى حد كبير دخول الأجانب إلى الأرض. حدد مجلس الإدارة في لندن مهام الشركة على المحافظين. على المستوى المحلي، ألغى مجلس الإدارة تعليمات الحاكم. أنشأت الشركة سلطة الدولة، وأصدرت القوانين (الإعلانات)، وجندت رجال شرطة السيخ من شمال الهند. أُنشئت المحاكم لتقوّي القوانين. من الأمور التي عززت الاستغلال الاقتصادي للمنطقة بناء خط للسكك الحديدية (سكة حديد شمال بورنيو) من جيسلتون إلى ويستون وميلالاب، وتعزيز التجارة، وإقامة المزارع. اعتبارًا من الأول من شهر مارس عام 1883، أُطلقت دورية نورث بورنيو هيرالد والجريدة الرسمية لنشر قرارات مجلس الإدارة داخل الوحدات الإدارية في شمال بورنيو ومساهمي الشركة ومستثمريها.

### المنطقة
قدّم وليام هود تريشر مساهمةً كبيرةً في توحيد المنطقة الإدارية. في مفاوضات شاقة مع وايت راجا، تمكن من إحضار مناطق إلى الشركة لم تُضمن في عقود الإيجار الأصلية. تشمل هذه المناطق بنغالات (1883)، وشبه جزيرة كلاس (1884)، ومانتاني (1885)، وباداس (1889) ومنطقة سيبيتانغ وبونغاوان إلى تواران (1889). كانت جزيرة لابوان منذ عام 1889 أيضًا جزءًا من المنطقة الإدارية للشركة.
مع أن هولندا قد أنشأت بالفعل مركزًا تجاريًا في بورنيو بعد فترة وجيزة من تأسيس شركة الهند الشرقية الهولندية، لم تكن هناك أنشطة جديرة بالملاحظة من قبل الهولنديين على الساحل الشرقي لشمال بورنيو. تغير هذا في عام 1846 حين وقّع الهولنديون عقدًا مع سلطان بولونجان، الذي أكّد السيطرة الهولندية على المنطقة. بتشجيع من الهولنديين، زوّج السلطان ابنَه بابنة سلطان تاراكان في عام 1867، وبذلك وصل مجال النفوذ الهولندي أخيرًا إلى المنطقة المحيطة بِتاواو. تداخل شمال المنطقة الهولندية مع منطقة طالب بها سلاطين سولو لأنفسهم. نتيجة لذلك، كان النزاع مع البريطانيين أمرًا حتميًا حين وضع سلطان سولو الحدود الجنوبية لأرضه في عام 1878 لفرض ضريبة على أوفربيك على نهر سيبوكو. في تسوية النزاعات الحدودية، تفاوضت الشركة مع الهولنديين منذ ثمانينيات القرن التاسع عشر فصاعدًا لتحديد الحدود بين المنطقة الممنوحة من سلطان سولو والمنطقة التي يطالب بها الهولنديون على أساس المعاهدة مع سلطان بولونجان. في 20 يناير عام 1891، وافقوا أخيرًا على خط يمتد على خط الطول 4°10' شمالًا، الذي يتوافق مع التقسيم المركزي لجزيرة سيباتيك.
في 5 يناير عام 1905، تم التخلي عن أراضي شركة لاواس، وهي منطقة حدودية خلافية في مقاطعة كلارك، إلى ساراواك المجاورة مقابل «بعض حقول الفحم في خليج بروناي».

### قائمة الرؤساء
كان رئيس الشركة هو رئيس المجلس الإدارة، ثم سُمي الرئيس رسميًا ابتداءً من عام 1910:
| رئيس مجلس شركة شمال بورنيو المرخصة البريطانية |                      |
| 1881–1882                                     | ألفريد دينت          |
| 1882–1893                                     | رذرفورد ألكوك        |
| 1893–1903                                     | ريتشارد بيدولف مارتن |
| 1903–1909                                     | تشارلز جيسل          |
| 1909 – 14 سبتمبر 1910                         | وليام كلارك كاوي     |
| رؤساء شركة شمال بورنيو المرخصة البريطانية     |                      |
| 1910–1926                                     | جوزيف ويست ريدجواي   |
| 3 فبراير 1926 – 15 يوليو 1946                 | نيل مالكولم          |